# Kloster San Domenico (Sora)

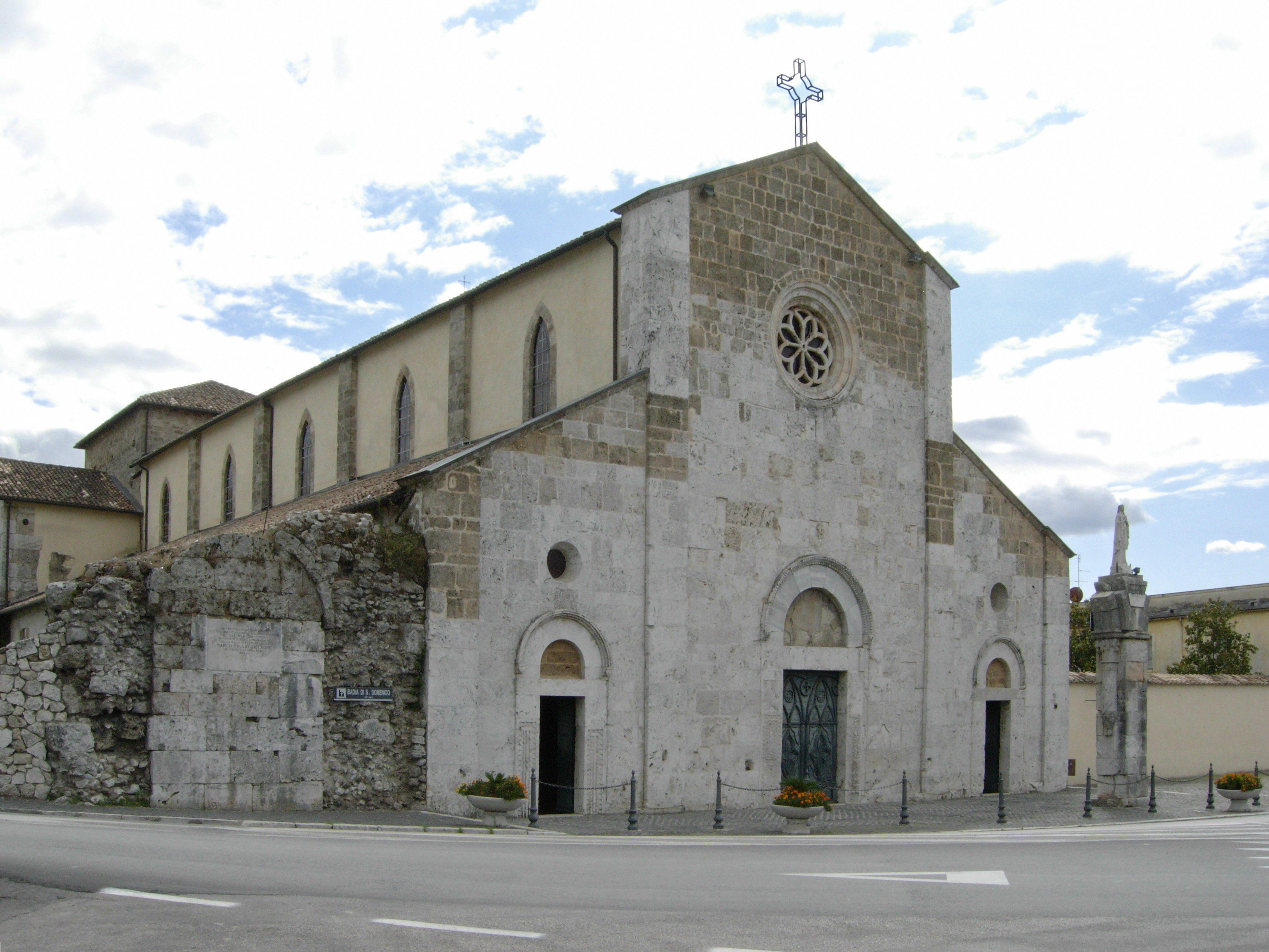
Klosterkirche Basilika San Domenico

Das Kloster San Domenico (Sora) (lat.  Prioratus simplex B. M. V. et S. Dominici Abbatis) ist seit 1011 eine Abtei der Benediktiner, seit 1222 ein Priorat der Zisterzienser in Sora, Region Latium, Diözese Sora-Cassino-Aquino-Pontecorvo in Italien.

## Geschichte
Der heilige Benediktiner Dominikus von Sora gründete 1011 in reformerischer Absicht am Ort des Geburtshauses von Cicero im heutigen Sora eine der Muttergottes geweihte Benediktinerabtei, die 1036 in zehn Kilometer Entfernung ihrerseits das Kloster Casamari besiedelte. Ab 1104 trug die Abtei in Sora den Namen ihres Gründers. 1222 wurde das Kloster dem inzwischen zisterziensisch gewordenen und die Region beherrschenden Casamari als Priorat angeschlossen. Das monastische Leben kam 1653 zum Erliegen (nachdem 1472 bereits die Umwandlung in eine Kommende erfolgt war), doch wurde das Kloster 1833 von Casamari neu besiedelt und besteht bis heute (mit derzeit 5 Mönchen). Die Klosterkirche ist seit 1935 Pfarrkirche und trägt seit der Tausendjahrfeier 2011 den Titel Basilica minor. Der zisterziensische Charakter der Kirche ist trotz Erdbebenschäden erhalten.